# Nord bei Nordwest – Natalja
Nord bei Nordwest – Natalja ist ein deutscher Fernsehfilm aus dem Jahr 2023. Es handelt sich um die einundzwanzigste Folge der ARD-Kriminalfilmreihe Nord bei Nordwest mit Hinnerk Schönemann, Jana Klinge und Marleen Lohse in den Hauptrollen. Regie führte Felix Herzogenrath nach einem Drehbuch von Niels Holle.

## Handlung
In der Tierarztpraxis von Jule Christiansen und Hauke Jacobs taucht eine Frau auf, die sich bei Jule mit dem Namen Natalja Behring vorstellt, und nach Hauke fragt. Jule ruft Hauke daraufhin an, der gerade in seiner Funktion als Tierarzt Schafe impft. Auf die Nachricht von Jule reagiert er verstört, weil die Frau, die er als Natalja Behring kennt, schon seit vielen Jahren tot ist. Wie sich allerdings herausstellen wird, ist ihr Tod damals nur vorgetäuscht worden, damit der BND sie als Agentin nach Moskau einschleusen konnte. Dort ist sie jetzt enttarnt worden und will bei Hauke Schutz suchen. Kurz bevor sie von der russischen Agentin Anna-Lena Kurkowa, die sich Hauke und dem BKA gegenüber als Polizistin ausgibt, liquidiert wird, bittet Natalja Hauke, dass er auf ihren gemeinsamen Sohn aufpassen soll. Hauke, der zwar einmal mit Natalja zusammen war, aber von keinem Sohn weiß, ist irritiert.
Schon am nächsten Tag trifft Ben Soljenko in Schwanitz ein. Hauke informiert ihn über das Schicksal seiner Mutter und befürchtet, dass der junge Mann ebenfalls in Gefahr sein könnte. Er quartiert ihn bei sich auf seinem Boot ein und hofft ihn so ausreichend schützen zu können. Wie befürchtet erscheint Anna-Lena Kurkowa, bedroht jedoch Hauke und nicht Ben. Sie will unbedingt wissen, was Natalja kurz vor ihrem Tod zu ihm gesagt hatte. Ehe sie jedoch eine Antwort erhält, kommt Ben hinzu und schlägt die Agentin nieder. Sie wird festgenommen und schon bald interessieren sich zwei Männer vom BND für die Frau. Hauke handelt mit ihnen einen Deal aus und übergibt ihnen Kurkowa, dafür will er von den beiden Informationen über die Hintergründe von Nataljas Spionageeinsatz. Der Deal platzt, als sich herausstellt, das einer der beiden Männer die Seiten gewechselt hat und für die Russen arbeitet. Kurkowa kommt kurzfristig wieder frei und erschießt den anderen Mann. Hauke soll erneut gezwungen werden zu verraten, was Natalja zuletzt gesagt hatte, doch letztendlich wird Kurkowa überwältigt und festgenommen.
Hauke bittet Ben zu einem Gespräch und erfährt dabei, dass er nicht sein Sohn ist. Ben hatte schon vor längerem herausgefunden, wer sein Vater ist. Hauke ist ein wenig enttäuscht und wird von Jule und Hannah getröstet.

## Hintergrund
Nord bei Nordwest – Natalja wurde vom 8. Februar bis zum 13. April 2022 in Travemünde mitsamt der Halbinsel Priwall, auf der Insel Fehmarn sowie in Hamburg und Umgebung gedreht.

## Rezeption

### Einschaltquote
Die Erstausstrahlung von Nord bei Nordwest – Natalja am 19. Januar 2023 im Ersten erreichte 6,64 Millionen Zuschauer und damit einen Marktanteil von 25,2 Prozent.
Anders als die anderen Nord bei Nordwest Folgen wurde die Ausstrahlung aufgrund eines ARD-Brennpunkt verschoben, wodurch die Folge erst um 20:45 Uhr anstatt 20:15 Uhr startete.

### Kritik
Rainer Tittelbach urteilt auf tittelbach.tv: Der Krimi glänzt mit seiner „einzigartige[n] Lockerheit, mit der die Genre-Muster variiert werden, und da ist die dramaturgische Methode, kleine Dinge große Effekte erzielen zu lassen […] aber [da] ist vor allem das stimmige Beziehungsdreieck der Reihe. Diese Charakter-Stärke und dieses ‚intime‘ Miteinander fehlt den meisten Unterhaltungskrimis hierzulande. Dass die jeweilige Genre-Mixtur an diesem Verhältnis grundlegend nichts ändert, macht die Geschichten umso stimmiger.“
Tilmann P. Gangloff schreibt auf evangelisch.de: „Neben der Neugier auf die Hintergründe lebt der Krimi nicht zuletzt von einer besonderen Qualität des Drehbuchs. […] Diesmal bewegen sich sämtliche Ensemblemitglieder auf dem gleichen hohen Niveau, zumal auch die Nebenfiguren markant besetzt sind; Albrecht Ganskopf zum Beispiel holt viel mehr aus seiner kleinen Rolle als BND-Mitarbeiter raus, als eigentlich drin steckt.“
Michael Hanfeld schreibt in der Frankfurter Allgemeine Zeitung: Diese „wilde Agentengeschichte [ist] von etlichen Fragwürdigkeiten durchzogen: Da reist also eine russische Polizistin an, macht Jagd auf eine vermeintliche Verbrecherin, schießt um sich, die deutsche Polizei tritt bedröppelt zur Seite, und niemand wird misstrauisch? Weder der BKA-Mann noch die beiden Polizisten aus Schwanitz? Die beiden bleiben auf sich gestellt, trotz der erkennbar hochgefährlichen, sich zuspitzenden Lage? Gerade mal ein BND-Agent schaltet sich ein? Das sind sehr viele Ungereimtheiten. Doch sie erscheinen nötig, um den Plot, den der Regisseur Felix Herzogenrath spannend zu inszenieren weiß, am Laufen zu halten. Und der Plot steuert auf ein gekonnt ausgereiztes Finale zu.“